# Kanton Champagne-en-Valromey
Kanton Champagne-en-Valromey (fr. Canton de Champagne-en-Valromey) – kanton w okręgu Belley, departamencie Ain (fr. Ain), w regionie Rodan-Alpy (fr. Rhône-Alpes). Kod INSEE:0101. W jego skład wchodzą 14 gminy:
- Artemare,
- Belmont-Luthézieu,
- Béon,
- Brénaz,
- Champagne-en-Valromey,
- Chavornay,
- Lochieu,
- Lompnieu,
- Ruffieu,
- Songieu,
- Sutrieu,
- Talissieu,
- Vieu,
- Virieu-le-Petit[3].

W kantonie w 2011 roku zamieszkiwało 5041 osób, w tym 2486 mężczyzn i 2555 kobiet.